# Ombra

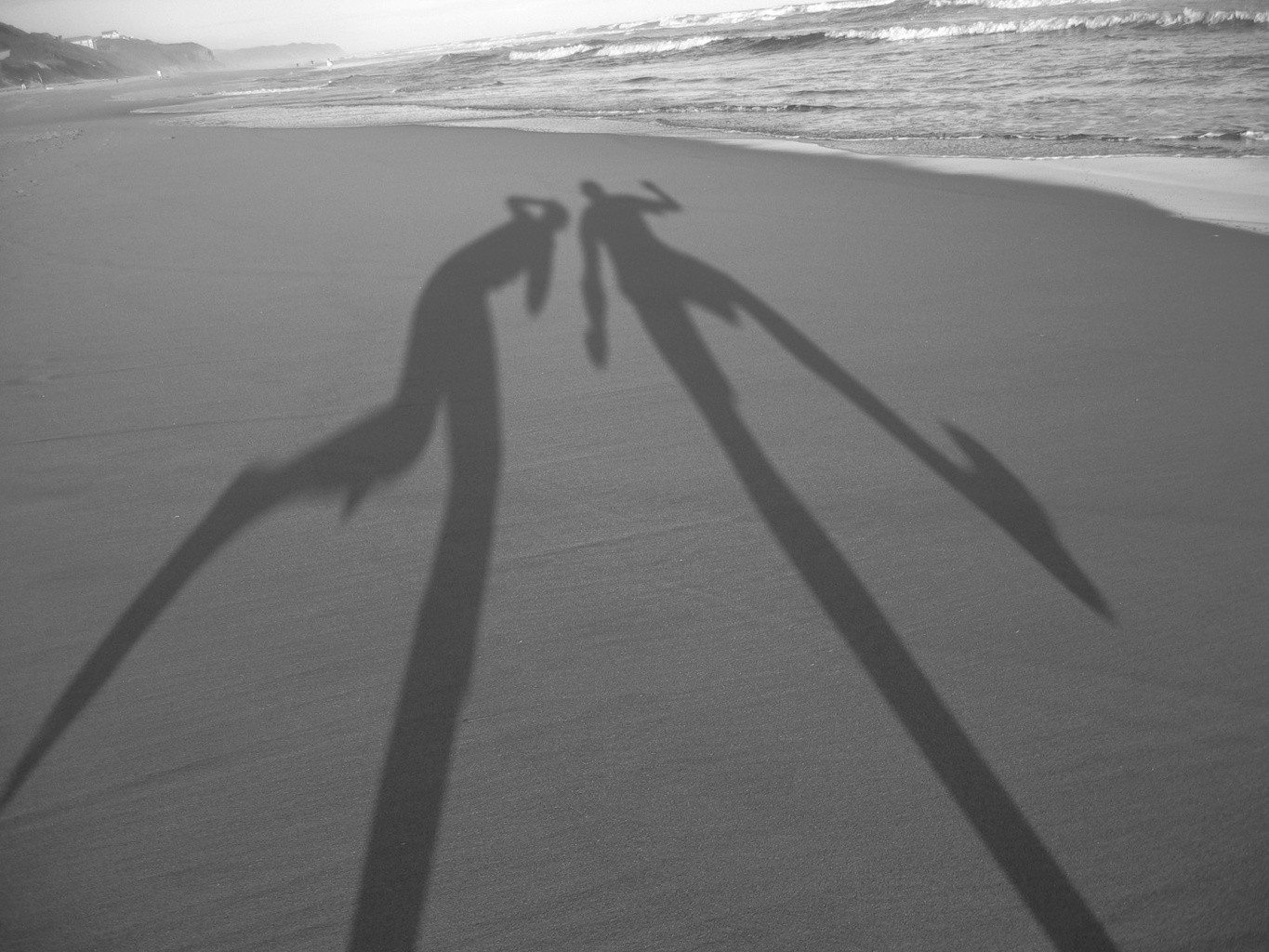
Due ombre di persona sulla spiaggia

L'ombra è l'area scura proiettata su una superficie da un corpo che, interponendosi tra la superficie stessa e una sorgente luminosa, impedisce il passaggio della luce.

## Descrizione
L'aspetto dell'ombra può variare di molto a seconda delle condizioni ambientali e osservative: in assenza di atmosfera (come nello spazio) e di altre fonti luminose dirette o indirette, la quantità di luce che raggiunge la superficie in ombra è esattamente zero, per cui l'ombra è completamente nera. Nell'atmosfera terrestre, invece, la superficie in ombra riceve comunque una certa quantità di luce diffusa (variabile a seconda delle condizioni meteorologiche), per cui appare scura ma non completamente nera. Negli ambienti chiusi o con cielo nuvoloso o nebbia, poi, la luce diffusa costituisce la componente luminosa predominante: in questo caso le ombre sono molto sfumate o addirittura non osservabili del tutto.
Nel caso di una sorgente luminosa puntiforme, l'ombra ha contorni netti: ogni punto della superficie o è illuminato dalla sorgente o non lo è. Nel caso invece di una sorgente luminosa estesa (come il Sole che, visto dalla Terra, ha un diametro angolare di circa mezzo grado), il contorno dell'ombra è sfumato, in quanto vi è una regione intermedia in cui la sorgente luminosa è occultata solo parzialmente, e quindi si ha un passaggio graduale tra luce e ombra.
Un'ombra varia in base all'ora del giorno, al mese dell'anno, alla latitudine e alla longitudine.

## Arte

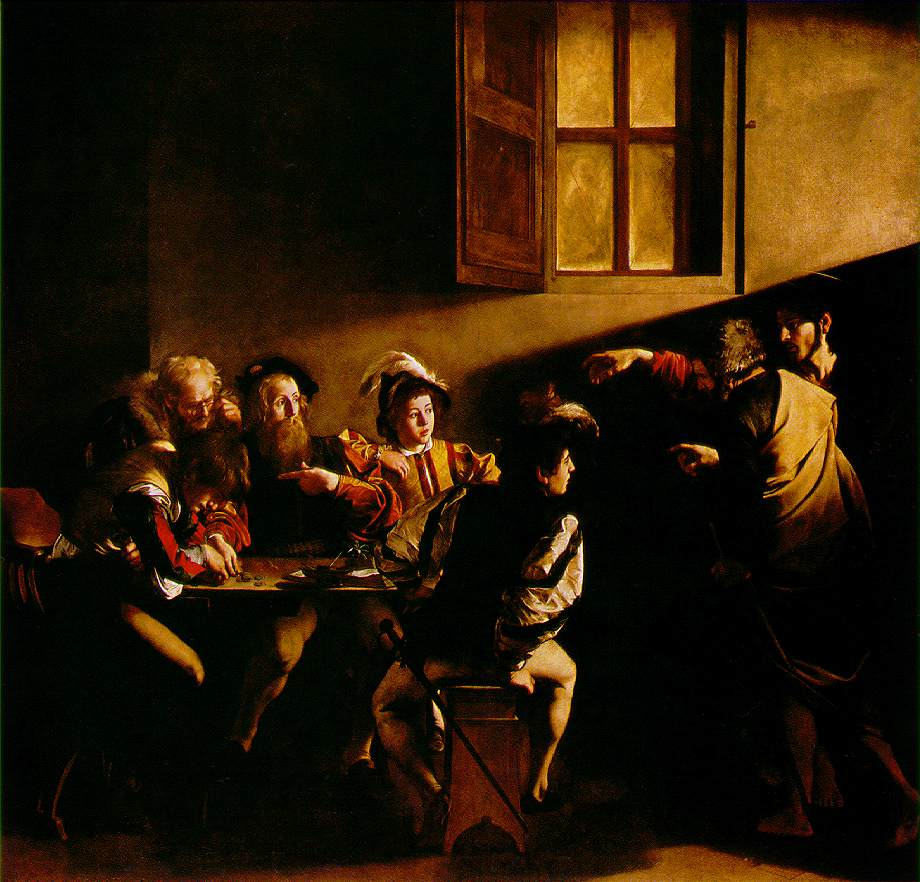
La Vocazione di san Matteo del Caravaggio.

Nel disegno e nella pittura la corretta rappresentazione delle ombre è fondamentale per ottenere un effetto tridimensionale realistico. Le figure colorate in modo uniforme appaiono irrimediabilmente "piatte".
Il contrasto tra luce ed ombra può essere usato anche per conferire drammaticità ad una scena. Un maestro indiscusso di questa tecnica è stato il Caravaggio.
Il film "L'ombra di Caravaggio" è uscito nelle sale nel 2022 in cui è presente un personaggio chiamato "ombra".
Oltre che in pittura, le ombre vengono anche utilizzate in Cina come forma d'arte; le ombre cinesi. L'arte delle "ombre cinesi" consiste nell'imitare l'ombra di un qualsiasi oggetto e/o essere vivente utilizzando il corpo proiettando l'ombra su una superficie piana illuminata. Mettendo il proprio corpo tra la fonte luminosa e la superficie si genera un'ombra che alla mente umana appare come un'immagine con un significato. In genere questa pratica si svolge con un'unica fonte luminosa per generare un'unica ombra.
Nell'arte contemporanea, Mario Martinelli viene definito l'artista dell'ombra. Queste ombre hanno un particolare rapporto con gli edifici: a differenza delle sculture non occupano spazio e a differenza dei quadri non bendano il muro, ma sono una sorta di graffiti plastici che lo abitano con leggerezza e trasparenza. Come scrisse della sua opera Pierre Restany, "l'ombra-in-rete che racchiude il vuoto lasciato dall'ombra svanita nasce dall'ombra del corpo ma si carica di tale forza di presenza che diventa il corpo dell'anima". Tra le ombre-in-rete più conosciute sono da ricordare il David di Michelangelo (Toronto, 2004) e l'ombra di Lucio Dalla (Bologna, 2013).
Nel cinema l'ombra è spesso utilizzata per creare effetti, suspense ed espressività.

## Simbologia
In molte culture l'ombra, l'oscurità e la tenebra vengono spesso associate al male, in contrapposizione alla luce che simboleggia il bene. Così ad esempio gli angeli sono solitamente ritratti vestiti di bianco, mentre i diavoli di nero (oppure di rosso, a simboleggiare il fuoco infernale). "Oscuro" o "tenebroso" vengono spesso usati come sinonimi di "malvagio" o di "misterioso". "Nascondersi nell'ombra" è un modo di dire che si applica solitamente a chi ha cattive intenzioni. In passato l'"uomo nero" veniva usato come spauracchio per i bambini.

## Letteratura e teatro
In letteratura, sin dall'antichità, sono molto frequenti le descrizioni di ombre come spiriti dei defunti. Le incontriamo, ad esempio, nell'XI libro dell' Odissea omerica, nel VI libro dell' Eneide di Virgilio e in numerosissimi canti della Divina Commedia.  Ombre, spettri sono presenti in varie tragedie di Shakespeare: Giulio Cesare, Amleto, Macbeth.
Il teatro d'ombre, che ha origini molto antiche, è un genere teatrale diffuso in vari Paesi asiatici ed europei.

## Scienza

### Eclissi[17][18]

Schema di un'eclissi totale di Sole.

Il fenomeno dell'eclissi si verifica quando un corpo celeste non luminoso (ad esempio un pianeta o un asteroide) si interpone tra un altro corpo non luminoso e la stella che illumina entrambi, proiettando la propria ombra su di esso. L'oggetto eclissato, sullo sfondo nero dello spazio, diventa praticamente invisibile e sembra scomparire.
Sulla Terra si osservano due tipi di eclissi: l'eclissi solare, quando la Luna proietta la propria ombra sulla Terra, e l'eclissi lunare, quando avviene l'opposto. In entrambi i casi la sorgente luminosa è il Sole: a causa della sua maggiore dimensione rispetto sia alla Terra che alla Luna (il diametro solare è circa 109 volte quello terrestre e 400 volte quello lunare), l'ombra proiettata da questi due oggetti celesti è un cono che si restringe progressivamente, terminando ad una distanza di circa 1 400 000 km per la Terra e 375 000 km per la Luna (mentre il cono di penombra, nel quale il Sole è occultato solo parzialmente, in entrambi i casi si allarga indefinitamente). Quest'ultima distanza è quasi uguale alla distanza media Terra-Luna (384 000 km), per cui a volte il cono d'ombra della Luna raggiunge la superficie terrestre, a volte no: nel primo caso si ha un'eclissi totale, nel secondo un'eclissi anulare.

### Meteorologia
Le rilevazioni statistiche della temperatura vanno sempre eseguite all'ombra, ovvero evitando di esporre il termometro alla luce diretta del Sole: in caso contrario i raggi solari riscalderebbero il termometro ad una temperatura molto superiore a quella ambientale, falsando la misura.

### L'altezza delle piramidi
Si racconta che Talete di Mileto fu il primo a misurare l'altezza delle piramidi egizie, misurando l'ombra che esse gettavano sul terreno nel momento in cui un'asta verticale gettava un'ombra pari alla sua lunghezza. Si tratta di un'applicazione del principio geometrico noto appunto come teorema di Talete.

## Lingua veneziana
Nella parlata di Venezia il termine "ombra" indica un bicchiere di vino ("bere un'ombra"). Questo significato particolare deriva dal fatto che il vino veniva servito e bevuto all'ombra del Campanile di San Marco. L'ombra del campanile veniva seguita spostando i chioschi di vendita.

## Galleria d'immagini

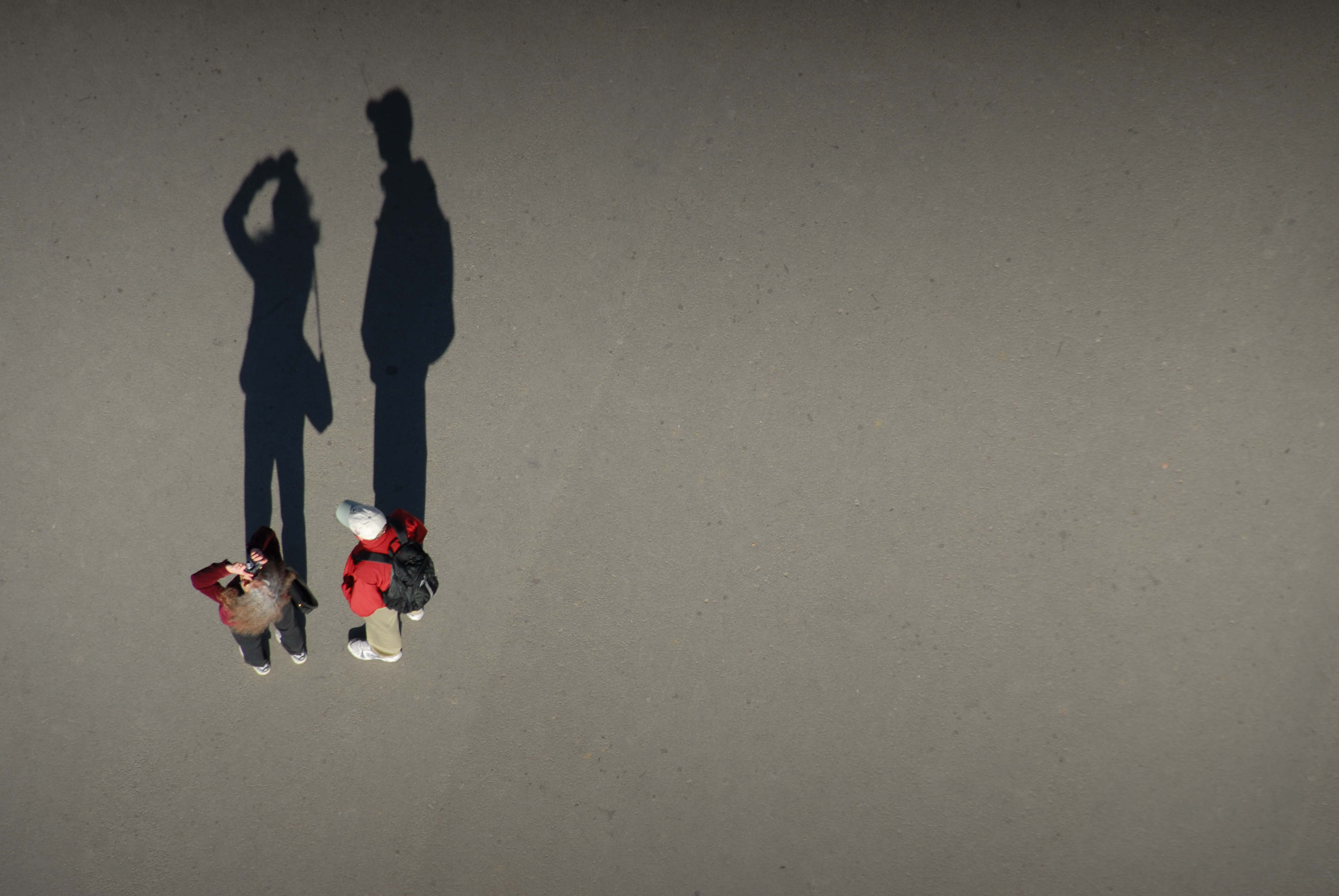
Ombre dei visitatori della Torre Eiffel viste dalla prima piattaforma.
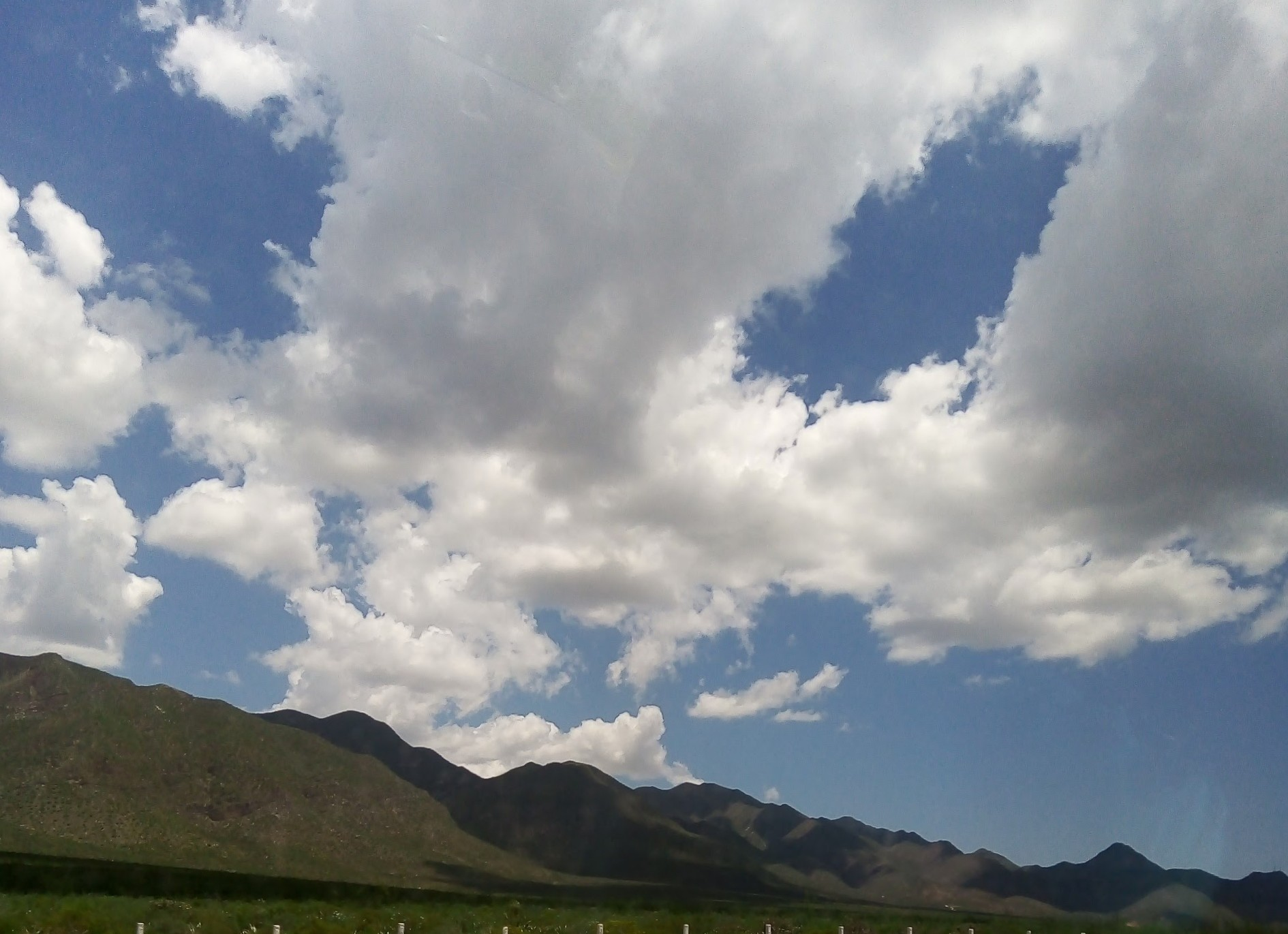
Ombre di nubi cumuliformi abbastanza spesse da bloccare la luce del sole.
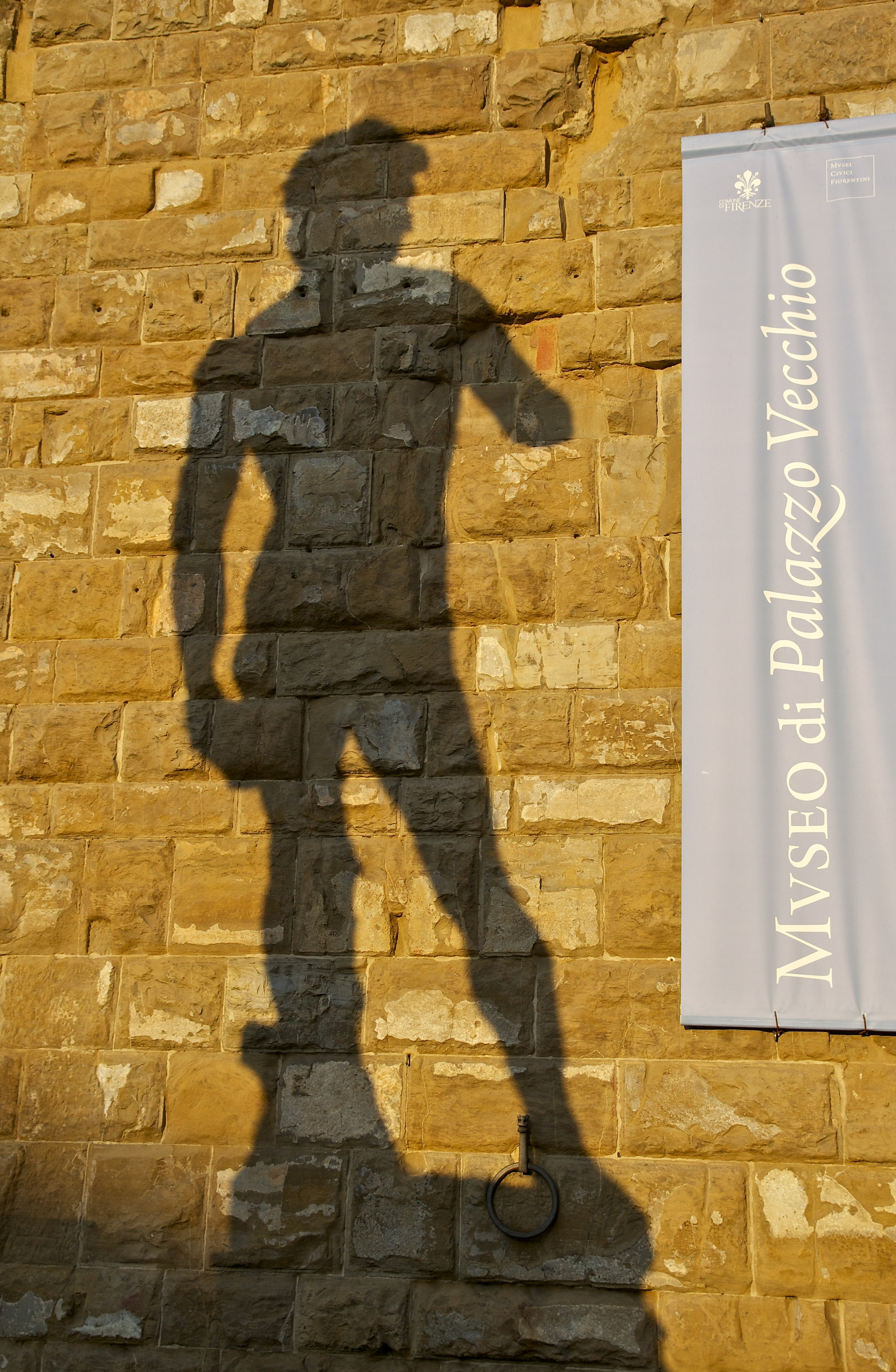
La luce della sera proietta l'ombra di una replica del David di Michelangelo sulla parete di Palazzo Vecchio a Firenze, Italia.
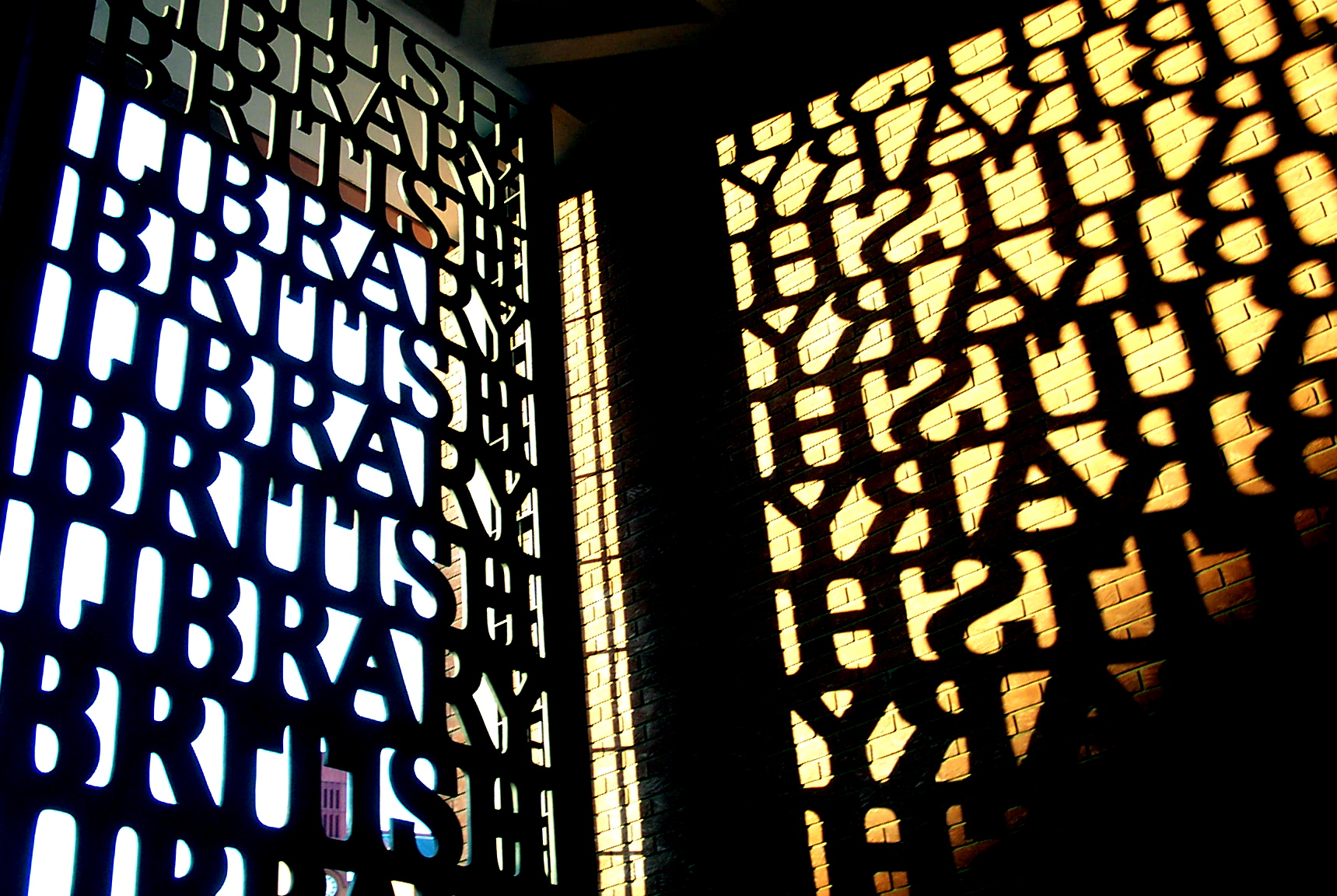
Testo invertito in ombra.
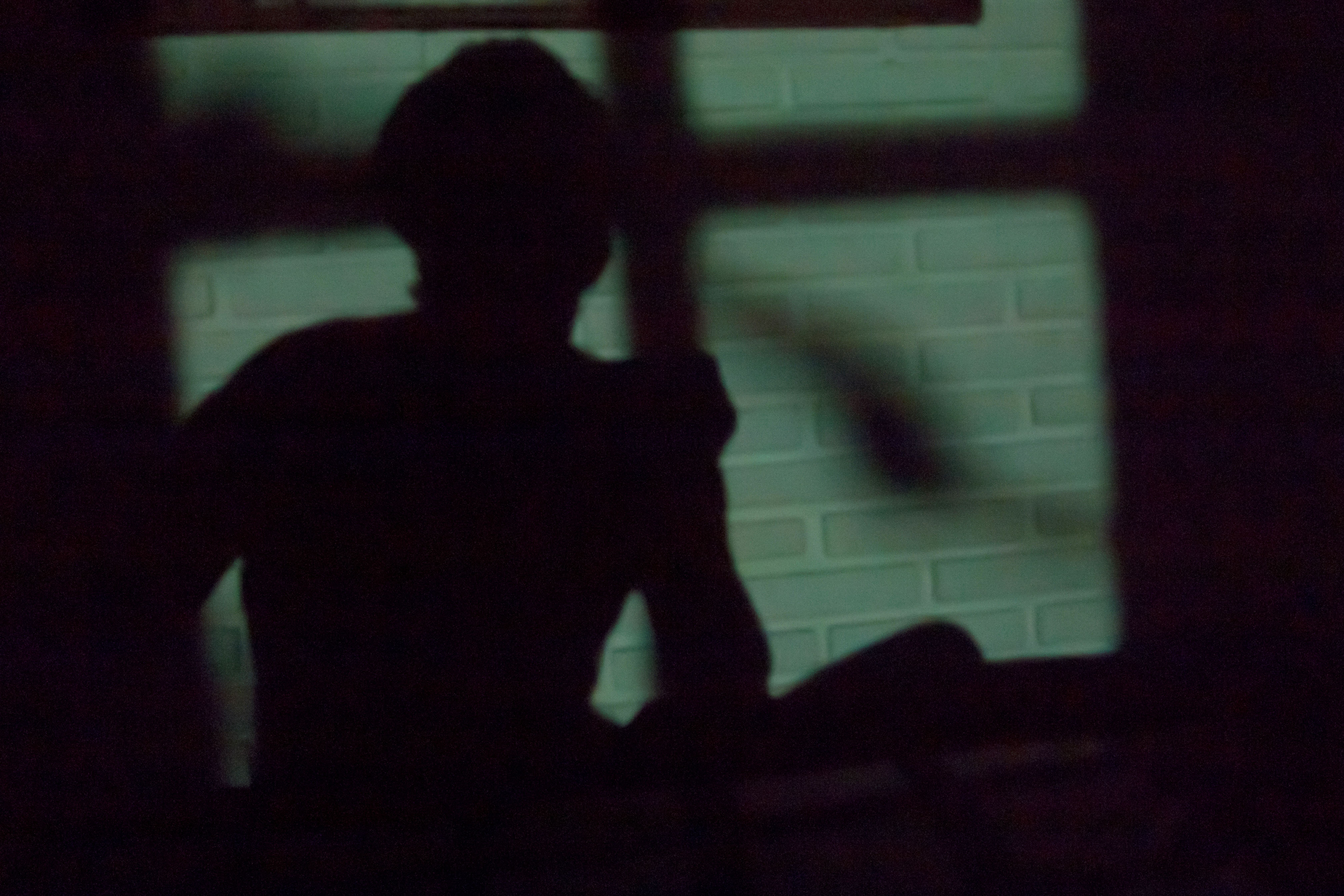
Ombra di luna.
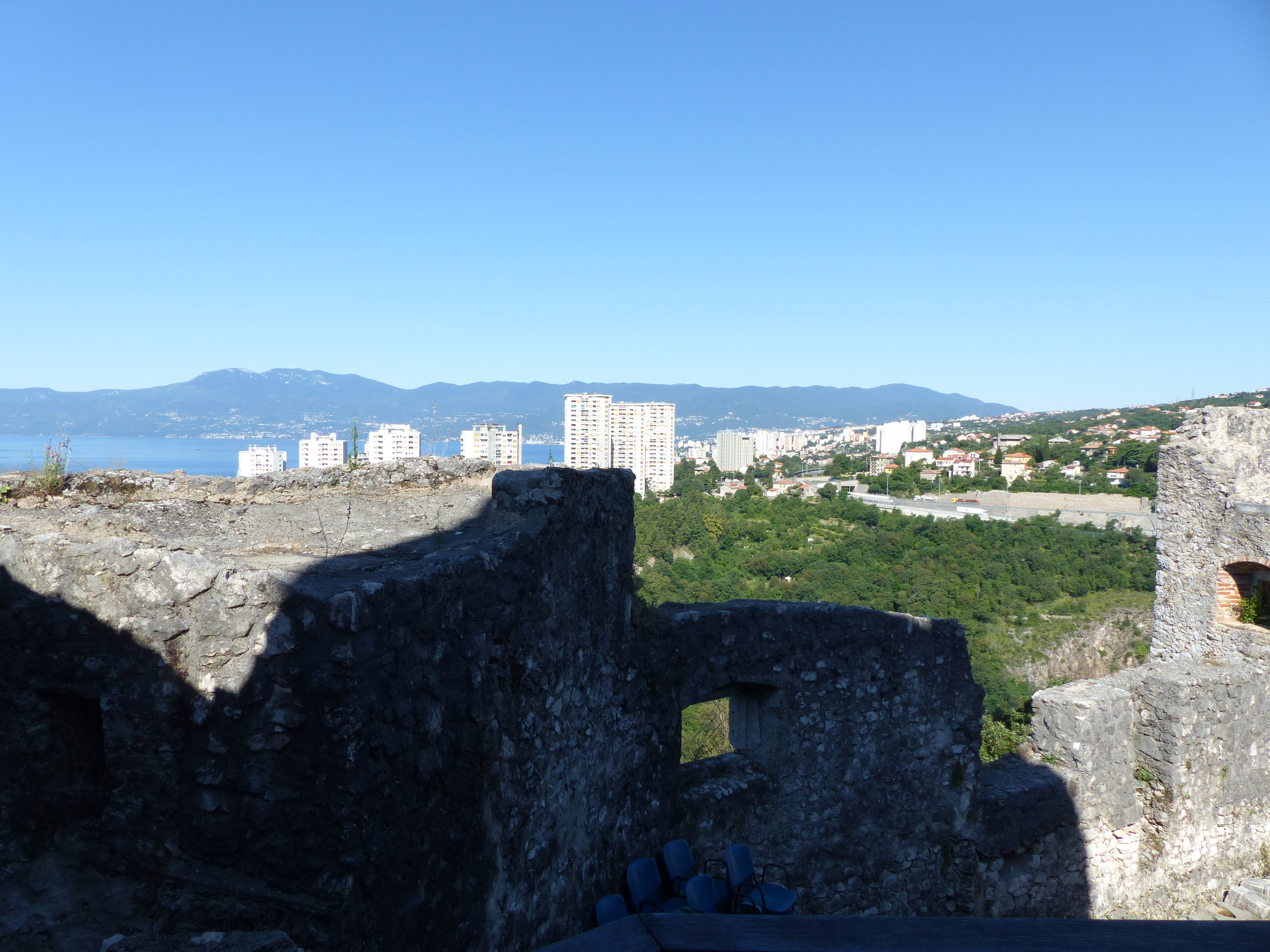
Ombra sul castello.
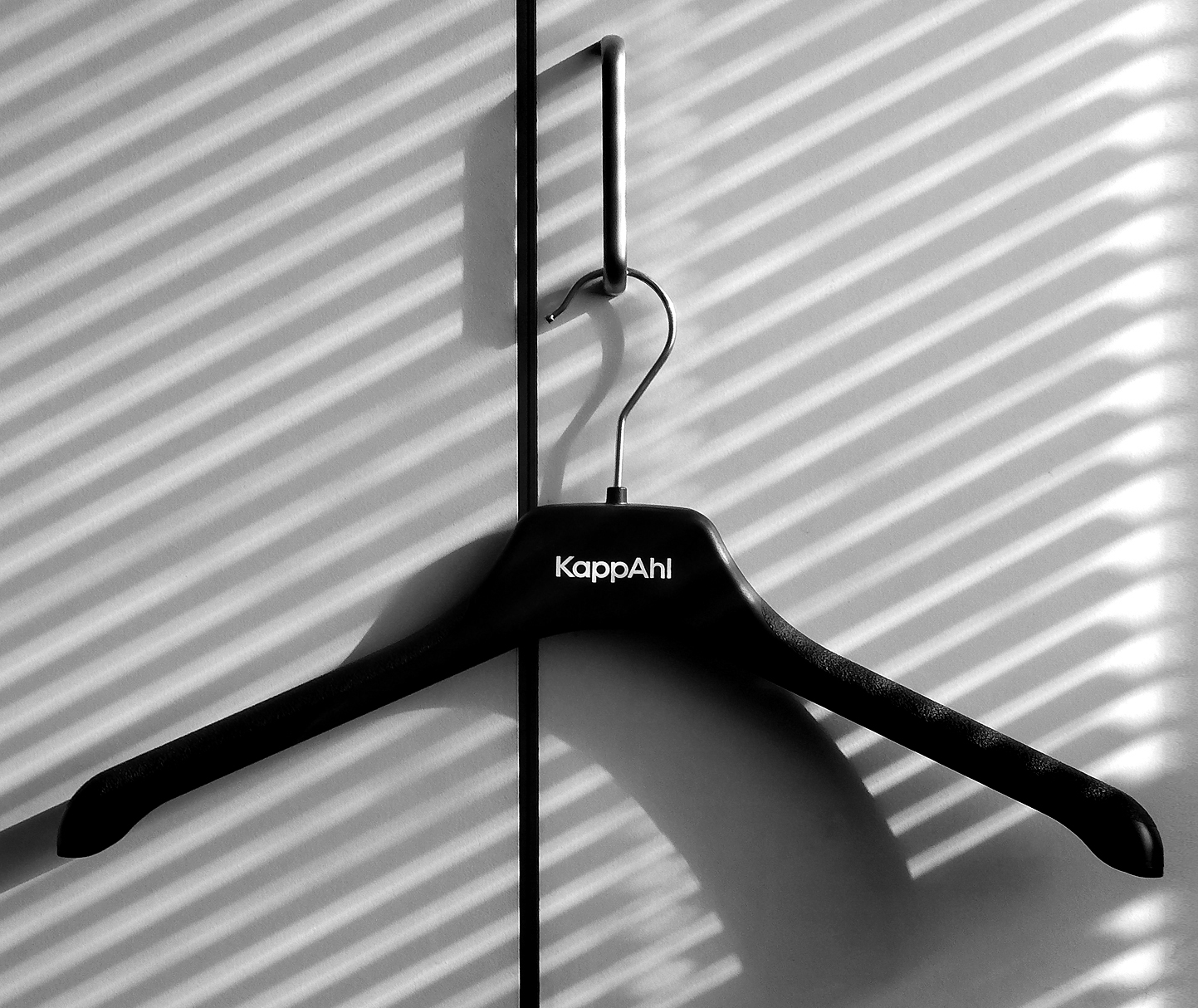
Ombre da una finestra cieca.
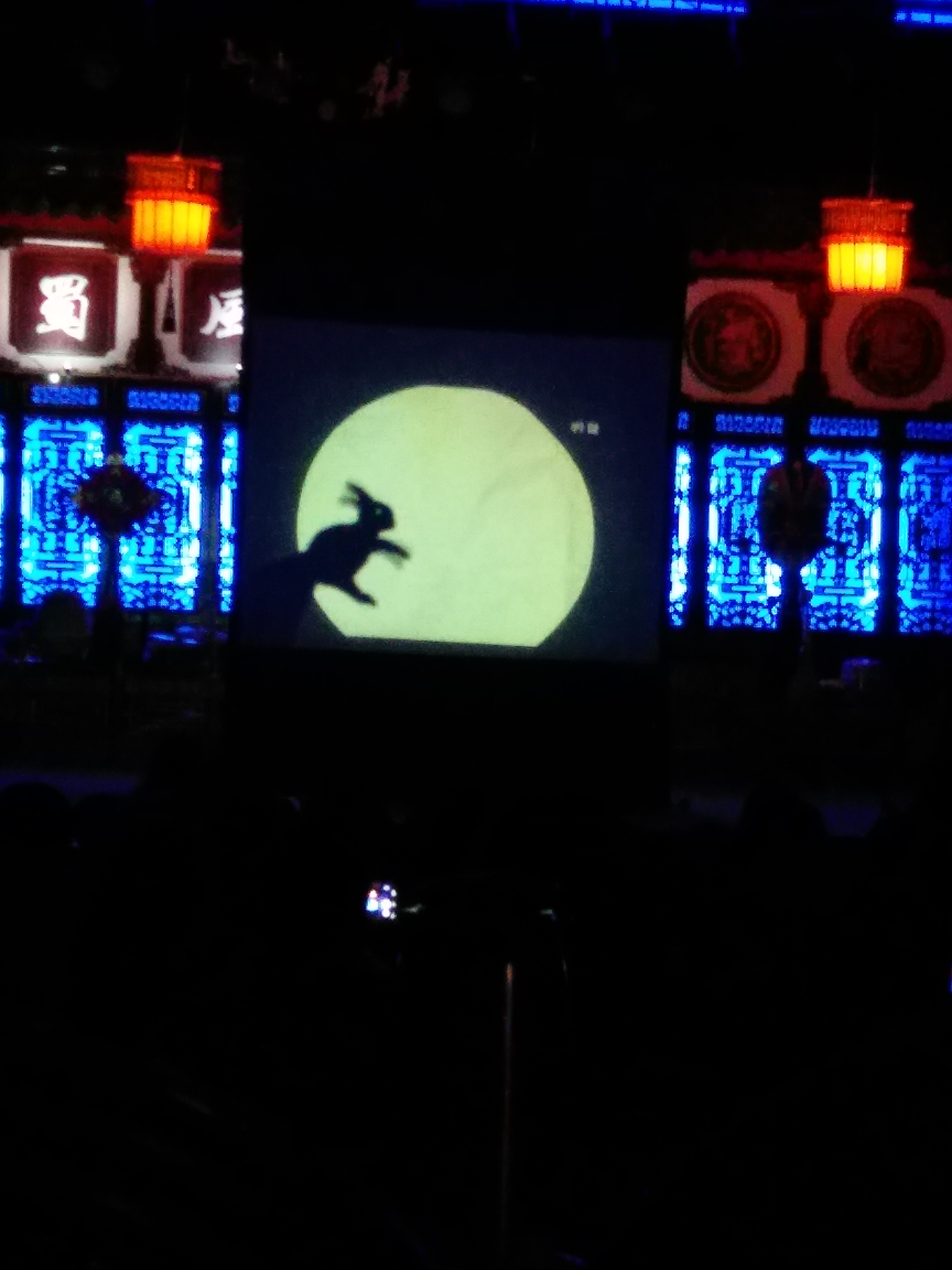
Teatro delle ombre.